# Барлоу, Гарольд
Гарольд С. Барлоу (англ. Harold Sibthorpe Barlow; 5 апреля 1860, Хаммерсмит, Лондон, Англия — 16 июля 1917, Кеннингтон, Лондон, Англия) — британский теннисист, победитель Уимблдонского турнира в парном разряде.

## Общая информация
Гарольд Барлоу был постоянным участником соревнований на Уимблдоне в 80-х годах и 90-х годах XIX века, и он стал символом неудачника и при этом истинного джентльмена на корте. Дважды выходил в финал турнира претендентов и дважды терпел поражение, несмотря на большое преимущество в счете. В 1889 году он играл с Уильямом Реншоу. Барлоу выиграл первые два сета, третий проиграл 6-8, и в четвёртом вёл 5-2 и имел несколько матчболов на своей подаче, но упустил преимущество. При счете 6-7 и 30-40 на подаче Реншоу, у Гарольда Барлоу снова был матчбол, но после того как его соперник споткнулся у сетки и уронил ракетку, Барлоу, рискуя, вернул мяч, позволив Уильяму Реншоу продолжать игру. Реншоу выиграл четвёртый сет, но и в пятом он снова значительно уступал, на этот раз 0-5. Но Барлоу и эту возможность не использовал, он проиграл пять геймов подряд, потом сделал брейк, подавал на матч при счете 6-5, но в итоге проиграл в пяти партиях.
В следующем году Барлоу снова играл в финале турнира претендентов, на этот раз против ирландца Уиллогби Хэмилтона. Он выиграл первый сет, но потом уступил второй и третий. После счета 4-4 в четвёртой партии, он выиграл шесть геймов подряд, и вёл 4-0 в решающей партии, но, вновь, он упустил победу в столь важном матче. Хэмилтону удалось вернуть контроль над ситуацией в поединке и, в итоге, он выиграл пятый сет со счетом 7-5 (не проиграв ни одного мяча в двух последних геймах). Обе неудачи Барлоу можно рассматривать как одно из первых известных проявлений психологического комплекса, который в современном спорте называют «страхом победы».
Свою единственную победу на Уимблдоне Барлоу одержал в 1892 году, в парном разряде. Вместе с Эрнестом Льюисом они в финале одолели близнецов Уилфреда и Герберта Бадделей. Спустя год, Барлоу и Льюис не смогли отстоять свой титул — в матче вызова они уступили ирландцам Джошуа Пиму и Фрэнку Стокеру. Кроме этого Барлоу дважды выходил в финал турнира претендентов в парном разряде (в 1891 году вместе с Эрнестом Реншоу, и в 1894 — c Чарльзом Мартином), и оба раза было поражение от близнецов Бадделей.
За свою карьеру Гарольд Барлоу дважды (1891, 1895) побеждал на турнире в Queen’s Club, также в 1891 он выиграл турнир в Кардиффе, одолев в финале Гарольда Махони.